# Tigre (partido)
Tigre (Partido de Tigre) is een partido in de Argentijnse provincie Buenos Aires. Het bestuurlijke gebied telt 301.223 inwoners. Tussen 1991 en 2001 steeg het inwoneraantal met 16,79 %.

## Plaatsen in partido Tigre
- Benavídez
- Delta
- Dique Luján
- Don Torcuato
- El Talar
- General Pacheco
- Ricardo Rojas
- Rincón de Milberg
- Tigre
- Troncos del Talar